# دامیانو پی پی
دامیانو پی پی (به ایتالیایی: Damiano Pippi) (زاده ۲۳ اوت ۱۹۷۱) بازیکن سابق تیم ملی والیبال ایتالیا است. دامیانو به همراه تیم ملی ایتالیا دارندهٔ مدال نقره المپیک ۲۰۰۴ آتن است.